# HTTPU
HTTPU is een variant op het HyperText Transfer Protocol met het verschil dat HTTPU gebruikmaakt van het transportprotocol UDP in plaats van het traditionele TCP. HTTPU als keus voor een webserver is zeer ongebruikelĳk maar mogelijk wanneer de snelheid van groot belang is. Dit kan het geval zijn bij een stream die geen gebruik maakt van HTML. HTTPU wordt gebruikt in het protocol UPnP voor SSDP en DLNA.